# Ferreruela
Ferreruela é um município da Espanha na província de Zamora, comunidade autónoma de Castela e Leão, de área 94 km² com população de 586 habitantes (2007) e densidade populacional de 6,32 hab/km².

## Demografia
| Variação demográfica do município entre 1991 e 2004 | Variação demográfica do município entre 1991 e 2004 | Variação demográfica do município entre 1991 e 2004 | Variação demográfica do município entre 1991 e 2004 |
| --------------------------------------------------- | --------------------------------------------------- | --------------------------------------------------- | --------------------------------------------------- |
| 1991                                                | 1996                                                | 2001                                                | 2004                                                |
| 749                                                 | 703                                                 | 630                                                 | 596                                                 |